# チャイナ・なう
チャイナ・なうは、東海ラジオで、毎週日曜日に放送しているラジオ番組。2011年4月3日放送開始。

## 概要
- 中国がとにかく大好きな、インタビュアー高野史枝が毎回各界の中国に精通したゲストとともに中国の様々な話題を楽しく分かりやすくお届けするラジオ番組。

## パーソナリティー
- 高野史枝（インタビュアー）

## 放送時間
- 毎週日曜日 8:45-9:00（毎年、1月～3月までは放送休止）

| スタブアイコン | サブスタブ | この項目は、まだ閲覧者の調べものの参照としては役立たない、ラジオ番組に関連した書きかけの項目です。この項目を加筆・訂正などしてくださる協力者を求めています（P:ラジオ/PJ:放送番組）。 |